# Höllenboer
Höllenboer war ein niederländisches Gesangsduo. Es wurde Anfang der 1990er Jahre von den beiden Musikern Gerard Oosterlaar und Bas van den Toren in Salland gegründet. In ihrem Heimatland wurden sie vor allem durch satirische Lieder im Dialekt ihrer Heimatregion bekannt. Daneben schrieben sie Songs für die Popband Normaal.

## Mitglieder
- Gerard Oosterlaar (* 1958), Text
- Bas van den Toren (* 1958), Musik

## Werdegang
Das Duo brachte 1993 unter dem Titel Muj goed kiek'n wa'k zeg sein Debütalbum auf den Markt. Der landesweite Durchbruch gelang den beiden Musikern 1995 mit dem Song Het busje komt zo, einem Lied über zwei Drogenabhängige, die auf den Methadonbus warten. Die Single stieg im September 1995 bis auf Platz 1 der niederländischen Charts und hielt sich dort fünf Wochen. 1998 erschien das dritte und letzte Album der Band.
Im Jahr 1999 produzierten Oosterlaar und Van den Toren für den regionalen Fernsehsender TV Oost die Sendung Dettededut. Am 28. April 2000 gaben Höllenboer ein Abschiedskonzert. Beide treten aber weiter gelegentlich auf.

## Diskografie

### Alben
| Jahr | Titel             | Höchstplatzierung, Gesamtwochen, AuszeichnungChartsChartplatzierungen (Jahr, Titel, Platzierungen, Wochen, Auszeichnungen, Anmerkungen) | Anmerkungen |
| Jahr | Titel             | NL | Anmerkungen |
| ---- | ----------------- | --- | ----------- |
| 1995 | Het busje komt zo | NL30 (6 Wo.)NL |             |

Weitere Alben
- 1993: Muj goed kiek'n wa'k zeg
- 1998: Vort met die pröttel

### Singles
| Jahr | Titel Album       | Höchstplatzierung, Gesamtwochen, AuszeichnungChartsChartplatzierungen (Jahr, Titel, Album, Platzierungen, Wochen, Auszeichnungen, Anmerkungen) | Anmerkungen |
| Jahr | Titel Album       | NL | Anmerkungen |
| ---- | ----------------- | --- | ----------- |
| 1995 | Het busje komt zo | NL1 (12 Wo.)NL |             |